# Edita Pučinskaitė
Edita Pučinskaitė (ur. 27 listopada 1975 w Nowych Okmianach) – litewska kolarka szosowa, czterokrotna medalistka mistrzostw świata.

## Kariera
Pierwszy sukces w karierze Edita Pučinskaitė osiągnęła w 1995 roku, kiedy zdobyła brązowy medal w wyścigu ze startu wspólnego podczas mistrzostw świata w Duitamie. W zawodach tych wyprzedziły ją jedynie dwie Francuzki: Jeannie Longo i Catherine Marsal. Na rozgrywanych cztery lata później mistrzostwach świata w Weronie zwyciężyła w tej konkurencji, a w indywidualnej jeździe na czas była trzecia, za Holenderką Leontien van Moorsel i Australijką Anną Wilson. Została tym samym drugą w historii litewską mistrzynią świata (po Dianie Žiliūtė w 1998). W 2000 roku wystartowała na igrzyskach olimpijskich w Sydney, gdzie była dziesiąta w indywidualnej jeździe na czas, a wyścig ze startu wspólnego ukończyła na 25. pozycji. Ostatni medal wywalczyła na mistrzostwach świata w Lizbonie w 2001 roku, gdzie była druga w wyścigu ze startu wspólnego. Uległa tam jedynie swej rodaczce - Rasie Polikevičiūtė, a bezpośrednio wyprzedziła Jeannie Longo. W 2004 roku wystąpiła na igrzyskach olimpijskich w Atenach, zajmując dziewiąte miejsce ze startu wspólnego i dziesiąte w jeździe na czas. Brała także udział w igrzyskach w Pekinie, zajmując odpowiednio 9. i 23. miejsce. Ponadto Pučinskaitė wygrywała między innymi Tour de France Féminin w 1998 roku, Emakumeen Euskal Bira w 2002 roku oraz Giro d'Italia Femminile w latach 2006 i 2007.